# ريتا سابيرو فينكلر
ريتا سابيرو فينكلر (1 نوفمبر 1888 - 8 نوفمبر 1968) (بالإنجليزية: Rita Sapiro Finkler)‏ هي طبيبة أمريكية-أوكرانية. مارست طب الأطفال وطب النساء في حياتها المهنية المبكرة، لكنها اشتهرت بعملها طبيبة الغدد الصماء. أسست وأدارت قسم الغدد الصماء في مستشفى نيوآرك بيت في نيوآرك (نيو جيرسي).

## مسيرتها
ولدت ريتا سابيرو سنة 1888 في خيرسون، أوكرانيا (التي كانت جزءًا من روسيا آنذاك).التحقت بجامعة سانت بطرسبرغ الحكومية لدراسة القانون عندما كان عمرها ستة عشر عامًا.
بعد حصولها على شهادة الطب في عام 1915، أكملت فينكلر تدريبها في عيادة فيلادلفيا، حيث كانت أول امرأة تدرب. كان موقعها في المستشفى مثيراً للجدل بين الموظفين الآخرين والجمهور العام، وتمت تغطيته في العديد من المقالات الصحفية. بعد فترة تدريبها، عملت فينكلر في مركز فيلادلفيا الصحي، الذي كانت تديره من عام 1916 إلى عام 1918. ثم انتقلت بعد ذلك إلى نيوآرك بولاية نيو جيرسي، وأنشأت عيادة خاصة هناك عام 1919. كانت تمارس طب الأطفال والولادة بشكل رئيسي وكانت نشطة بشكل خاص في علاج سكان نيوارك الإيطاليين. في عام 1928، قامت بأبحاث في الدراسات العليا في أمراض الغدد الصماء في مستشفى ماونت سيناي في مدينة نيويورك، وسافرت إلى جامعة فيينا في عام 1929 لمواصلة بحثها. في فيينا، عملت مع باحثين آخرين في تجارب اختبار الحمل التي طوّرها سيلمار أشهايم وبيرنهارد زونديك.

## المسيرة المهنية الطبية
بعد حصولها على شهادة الطب في عام 1915، أكملت فينكلر تدريبها المهني في مجمع فيلادلفيا الطبي،  لكن بدا أن توظيف فينكلر غير أكيد لذلك دخلت في امتحانات مسابقة الدخول إلى مستشفى فيلادلفيا العام وحصلت على المركز الخامس من بين ال98 المتقدمين، ولكن بذلك الوقت تم إعلامها بتوظيفها في مجمع فيلادلفيا الطبي حيث قبلت به، كطبيبة متمرسة واجهت الكثير من الاعتراضات القوية على وجودها في المشفى حيث كان الأطباء الممارسين الآخرين متوجسين من وجود امرأة بينهم، وتصدّرت الأخبار مجدداً عندما استخدمت حصاناً مريضاً  كسيارة إسعاف تجرها الخيول لتثبت وجهة نظرها عن الحاجة لسيارات اسعاف، انتقلت بعد ذلك إلى نيوآرك بولاية نيو جيرسي وأنشأت عيادة خاصة هناك عام 1919 في الوقت الذي كان يوجد فيه أقل من 400 طبيبة في الولاية، في مرحلة معينة من مسيرتها الطبية بدأت فينكلر باستخدام اسم «ريتا» بدلا من «ريكا» بعد تلقيها عرض عمل من مستشفى سانت فنسنت في مانهاتن والذي تم التراجع عنه عندما اكتشف أصحاب العمل أنها امرأة وأنّ اسمها "Ricka" ليس اختصاراً  ل " Richard".
أثناء عملها في القطاع الخاص في نيوآرك عملت فينكلر أيضاً في مستشفى بيت نيوآرك، كطبيبة أطفال أولاً وكأخصائية نسائية لاحقاً. في عام 1934 وبعد نشرها لـ 70 مقالة في علم الغدد الصماء، أسست قسماً للغدد الصماء في المستشفى، والذي قامت بإدارته من عام 1939 حتى عام 1951. كانت مهتمة بشكل خاص في دمج علم الغدد الصماء مع صحة المرأة وبحثت في الاضطرابات الهرمونية بما فيها العقم وانقطاع الطمث والخلل الوظيفي للمبايض، وكذلك علاج الأعراض المرتبطة بانقطاع الطمث عن طريق الأستروجين الصناعي. كما أنها درست أيضاً مشاكل الخصوبة لدى النساء بسبب سوء التغذية خلال الحرب العالمية الثانية. ]3[ بعد استقالتها كرئيسة لقسم الغدد الصماء في ستشفى بيت في نيوآرك، عملت كخبير فخري ومستشار للغد الصماء.
كانت فينكلر عضواً فعالاً في الجمعية الطبية الأمريكية للنساء (AMWA). وترأست لجنة اللاجئين من عام 1938 حتى عام 1948، حيث ساعدت الطبيبات النازحات من أوروبا على الاستقرار والعمل في الولايات المتحدة الأمريكية. كانت رئيسة للجمعية الطبية الأمريكية للنساء (AMWA) في فرع نيوجيرسي وتم تسميتها بامرأة العام من قبل هذا الفرع في عام 1956.
كما كانت مسؤولة أيضاً عن إحضار أختها الصغرى وأولاد أختها إلى الولايات المتحدة، وبعد بذلها لجهود كبيرة تعقبت مكان اختها الكبرى، سافيرا، والتي هي طبيبة أيضاً حيث كان قد تم إرسالها إلى مخيم  للعمل في سيبيريا. عندما أصيبت سافيرا بسرطان الثدي قامت السلطات بإرسالها إلى موطنها الأم، وعندما تمكنت فينكلر من تحديد موقعها هناك كانت مريضةً جداً ولا تستطيع السفر إلى الولايات المتحدة، وأصيبت أبنة أختها أيضاً بسرطان الثدي وتوفيت نتيجة لذلك، وتوفي زوج أختها في مخيم العمل.

## الوفاة
أُصيبت فينكلر بسكتة دماغية في عام 1958. شُفيت بشكل كامل وتابعت ممارسة عملها الطبي وفتحت مكتباً في ميلبورن حيث مارست عملها من عام 1959 حتى عام 1968، لكنها تعرضت لاحقاً لسكتة قلبية.  وانتقلت في فترة مرضها إلى بيت ابنتها سيلفيا في شورت هيلز، وتوفيت بسكتة قلبية في 8 تشرين الثاني/نوفمبر عام 1968 عن عمر 80 عاماً في مدينة نيويورك عندما كانت تزور أحد أقربائها. ]2[ تمت رعايتها من قبل ابنتها، سيلفيا ف.فينلكر، التي كانت طبيبة أيضاً إلى جانب ثلاثة من أحفادها. عنونت أوراقها، بما فيها مذكراتها  غير المنشورة بعنوان صباح الخير دكتور! واحتفظ بها في مكاتب جامعة روتجرز.